# Boyd Tinsley Women's Clay Court Classic 2011
Il Boyd Tinsley Women's Clay Court Classic 2011 è stato un torneo di tennis facente parte della categoria ITF Women's Circuit nell'ambito dell'ITF Women's Circuit 2011. Il torneo si è giocato a Charlottesville negli USA 25 aprile al 1º maggio 2011 su campi in terra verde e aveva un montepremi di $50,000.

## Vincitori

### Singolare
Stéphanie Dubois ha battuto in finale  Michelle Larcher de Brito con il punteggio di 1–6, 7–6(5), 6–1

### Doppio
Sharon Fichman /  Marie-Ève Pelletier hanno battuto in finale  Julie Ditty /  Carly Gullickson con il punteggio di 6–4, 6–3